# سن-ا-مارن
شهرستان سِن-اِ-مارن  (به فرانسوی: Seine-et-Marne) در ناحیه ایل-دو-فرانس در کشور فرانسه واقع شده‌است.